# Theophrastus Paracelsus
Theophrastus Paracelsus ist ein phantastischer, deutscher Stummfilm aus dem Jahre 1916 von Joseph Delmont. Die Titelrolle wird von Guido Herzfeld gespielt.

## Handlung
Schweiz 1541. Der Magister der geheimen Wissenschaften Theophrastus Paracelsus erfindet ein geheimnisvolles Elixier. Die Einnahme von nur wenigen Tropfen verheißt ewiges Leben. Daraufhin erschlägt Johann Oporinus, Paracelsus’ Gehilfe, seinen Meister und stiehlt sich mit dem in einer Phiole aufbewahrten Lebenstrank davon. Sowohl seine Braut Isolde als auch er selbst trinken vom Wundermittel, ehe sie von der Polizei verhaftet werden.
Johanns Todesurteil steht rasch fest; Oporinus wird gerädert, während die junge Frau am Schandpfahl den gaffenden Blicken des Pöbels ausgesetzt wird. Da aber alle drei zuvor vom Elixier genippt hatten, kann keiner von ihnen sterben, und sie alle drei müssen fortan durch die Jahrhunderte wandeln wie tote Untote. Erst Paracelsus vermag es, das Elixier den Körpern wieder zu entziehen, sodass Johannes und Isolde endlich sterben dürfen.

## Produktionsnotizen
Theophrastus Paracelsus passierte die Zensur im August 1916, erhielt am 1. September 1916 ein Jugendverbot ausgesprochen und wurde im November 1916 uraufgeführt. Der fünfaktige Film besaß in Deutschland ursprünglich eine Länge von 1967 Metern, wurde aber bei der Neuzensurierung im Juli 1921 massiv auf 1247 Meter heruntergekürzt. In Österreich-Ungarn, wo er für den 21. September 1917 angekündigt worden war, kam Theophrastus Paracelsus als Vierakter mit einer Länge von etwa 1690 Metern in die Kinos und erhielt Schulverbot (= Jugendverbot).

## Kritik
Paimann’s Filmlisten resümierte: „Stoff sehr gut, doch stark phantastisch. Photos und Spiel sehr gut. Szenerie zumeist recht gut. Richtstättszene sehr gut.“